# Manuel Holzmann
Manuel Holzmann (* 25. November 1999) ist ein österreichischer Fußballspieler.

## Karriere
Holzmann begann seine Karriere bei ISS Admira Landhaus. 2007 wechselte er in die Jugend des Floridsdorfer AC. Zur Saison 2016/17 rückte er in den Kader der sechstklassigen Amateure auf, mit denen er zu Ende der Saison 2017/18 in die fünfthöchste Spielklasse aufsteigen konnte.
Im März 2019 debütierte er bei seinem Kaderdebüt für die Profis der Wiener in der 2. Liga, als er am 17. Spieltag der Saison 2018/19 gegen die Kapfenberger SV in der 79. Minute für Pedro Costa eingewechselt wurde.
Im Juni 2019 erhielt er einen bis Juni 2021 laufenden Profivertrag. Im Januar 2020 wurde er an den Regionalligisten Wiener Sport-Club verliehen. Bis zum Saisonabbruch kam er zu einem Einsatz für den WSC in der Regionalliga. Nach dem Ende der Leihe kehrte er zur Saison 2020/21 nach Floridsdorf zurück. Dort kam in der Saison 2020/21 zu 18 Zweitligaeinsätzen.
Nachdem er in der Saison 2021/22 bis zur Winterpause nur einmal für die Profis zum Einsatz gekommen war, wechselte er im Jänner 2022 leihweise zum Regionalligisten SC Neusiedl am See. Für Neusiedl kam er während der Leihe zu 13 Regionalligaeinsätzen. Zur Saison 2022/23 wurde er fest verpflichtet. Nach 13 weiteren Einsätzen für die Burgenländer wechselte er zur Saison 2023/24 zum Ligakonkurrenten SR Donaufeld Wien. Für Donaufeld machte er in jener Spielzeit 29 Partien in der Regionalliga.
Zur Saison 2024/25 wechselte Holzmann zum Zweitligisten Admira Wacker.